# Атеш (рух)
«Атеш» (крим. Ateş, букв. «Вогонь») — військовий партизанський рух на тимчасово окупованих територіях України, а також у Росії, створений українцями та кримськими татарами у вересні 2022 року після російського військового вторгнення.

## Історія

### 2022
Рух засновано у вересні 2022 року. 26 вересня в Telegram було опубліковано клятву воїна «Атеш», 29 вересня оприлюднено відеозвернення одного з партизанів із закликом долучатися до руху:
|  | «Тепер настав час оголошувати себе. Ми підпільний рух «Атеш», до якого входять кримські татари, українці та росіяни. Ми мобілізувалися в російську армію і руйнуватимемо її зсередини. Ми зливатимемо дані позицій, складів, солдатів, техніки. Будемо влаштовувати диверсії на складах та штабах. З кожним днем нас все більше!» |

11 листопада 2022 року партизани руху ліквідували у лікарнях Сімферополя 30 російських військовослужбовців.
11 грудня 2022 року рух взяв відповідальність за підпал казарм із російськими військовими у смт. Совєтське.
28 грудня 2022 року колишній командир партизан Володимир Жемчугов в інтерв'ю виданню «Настоящее время» розповів: «Те, що в Росії горять торгові центри і склади, найімовірніше, цим займаються російські партизани: легіон „Свобода Росії“, „Атеш“. Там скоро вже буде десяток різних партизанських російських рухів. Вони там роблять, що хочуть».

### 2023
10 лютого 2023 року «Атеш» заявив про відповідальність за підрив автомобіля, який призвів до загибелі двох російських солдатів і госпіталізації двох інших в окупованій Новій Каховці.
12 березня 2023 року Центр національного опору українських військових повідомив, що «Атеш» підірвав колію між Абрикосівкою і Раденськом, розташованими в Херсонській області України.
14 березня 2023 року представник «Атеш» заявив про те, що вбив заступника начальника військової адміністрації Нової Каховки внаслідок вибуху бомби.
27 квітня 2023 року члени групи заявили, що вбили двох російських солдатів у селі Великі Копані.
6 травня 2023 року партизанська організація взяла на себе відповідальність за замах на Захара Прилєпіна в Нижегородській області.

### 2024
30 січня 2024 року українські партизани провели диверсію на залізниці біля населеного пункту Першотравневе у Тамбовській області підпаливши релейну шафу.
5 квітня 2024 року в окупованому селі Новоолексіївка, Херсонської області, кадировці облаштувалися в місцевій автошколі. Зокрема там зафіксовано 13 окупантів, періодично до пункту базування підвозять продукти.
29 травня 2024 року агенти воєнного руху українців та кримських татар «Атеш» провели розвідку в Стрілецькій бухті окупованого Севастополя. Там було виявлено протичовновий корабель ВМФ Росії МПК-49 «Олександрівець», катери берегової охорони, а також посилену активність окупантів: на причалі постійно завантажуються та розвантажуються військові вантажівки.
2 червня 2024 року представники руху зафіксували перекидання військової техніки російських загарбників в окупованому Криму. З Джанкою вивозили системи РЕБ «Борисоглєбськ», але до фронту вони не доїдуть, запевнили партизани.
5 липня 2024 року партизани «АТЕШ» здійснили успішну операцію на Транссибірській залізничній магістралі — пошкодили залізничне полотно, який росіяни здійснювали перевезення північнокорейських боєприпасів.
10 липня 2024 року партизан руху «АТЕШ» розвідав велику тренувальну базу окупаційних військ Росії в Луганській області. Так, агент руху з числа військовослужбовців РФ провів розвідку тренувальної бази всього в 30 км від Слов'яносербська.
9 серпня 2024 року агенти руху «АТЕШ» виявили базу протиповітряної оборони на мисі Фіолент, що забезпечує захист Севастополя. Розвідано розміщення комплексів ППО, зенітно-ракетних систем та установок РЕБ і РЕР.
11 серпня 2024 року «АТЕШ» фіксує перекидання військовослужбовців 810 ОБрМП РФ у Курську область. За їх даними, російські окупанти переміщають 10 КАМАЗів з особовим складом у Донецькій області.

### 2025
22 січня 2025 року партизани провели успішну диверсію у Донецьку, спаливши військовий автомобіль росіян неподалік військової частини В/Ч 08802 бригади «Кальміус», яка активно воює на Донецькому напрямку.
22 березня 2025 року джерела партизанського руху «АТЕШ» зі складу МВС «ЛНР» повідомляють, що в окупованому Луганську в результаті бандитських розбірок ліквідували пособника «Ахмат» співвласника кафе «Кавказ» Джейхуна Саламова.
5 квітня 2025 року зазначається, що партизани знищили трансформаторну шафу на залізниці біля міста Кемерово. Ця дорога сполучається з такими військовими об'єктами, як Кемеровський механічний завод — підприємство з виробництва боєприпасів дрібного і середнього калібру.
1 червня 2025 року партизани успішно підірвали залізницю між Волновахою та Маріуполем біля сіл Степанівка та Келерівка.

## Клятва воїна «Атеш»
|  | «Клянуся своєю Кров'ю і своєю Душею бути вірним ідеям та ідеалам руху «Атеш», боротись за Українську державу, боротися проти всіх ворогів Нашої держави і в боротьбі тій не пошкодую ані свого часу, ані майна, а якщо треба і життя. Клянуся усілякими справами наближати перемогу нашої держави над ворогом навіть якщо доведеться приймати ворожу присягу, щоб обманути ворога . Клянуся чітко виконувати накази зверхників і бути вірним побратимом. Слава Україні!» |